# Ballyvaughan
Ballyvaughan (Iers: Baile Uí Bheacháin; wat in het Engels zoveel betekent als Town of the Beacháin (Behan) family dan wel Townland of the Mushrooms) is een dorp in County Clare in Ierland. Het ligt aan de zuidelijke kust van de baai van Galway en in de noordwestelijke hoek van het unieke landschap de Burren.
Ballyvaughan is een levendig dorp met verschillende hotels, pubs, restaurants, winkels en andere voorzieningen. In 2006 is een nieuwe pier en trailerhelling opgeleverd, wat een belangrijke bijdrage geleverd heeft aan de ontwikkeling van watergebonden activiteiten zoals scubadiving, (zee-)vissen en de pleziervaart. Ook het Burren College of Art is in Ballyvaughan gevestigd.
In mei 1925 heeft een IRA-eenheid van ongeveer 25 man een succesvolle hinderlaag gelegd voor een patrouille van tien Royal Marines en hun sergeant bij het oude postkantoor van Ballyvaughan. De 25 licht gewapende vrijwilligers namen het op tegen elf goed getrainde en zwaarder bewapende beroepssoldaten. Twee mariniers sneuvelden en twee raakten gewond. Na het buitmaken van de nodige wapens trok de IRA-eenheid zich terug en verdween in de heuvels van de Burren.

## Bezienswaardigheden
- de Burren, een karstlandschap met een grote hoeveelheid bijzondere planten en historische plaatsen
- de Aillwee Cave, een tunnelstelsel uitgeslepen door het smeltwater van de laatste ijstijd
- de Ballyvaughan Church, een kerkgebouw in Ballyvaughan